# Miączyn (stacja kolejowa)
Miączyn – stacja kolejowa na terenie wsi Miączyn-Stacja w gminie Miączyn, w województwie lubelskim, w Polsce.
Stacja normalnotorowa w tej chwili jest zamknięta dla pasażerów. Obecnie część stacji normalnotorowej i stacja szerokotorowa służą LHS jako mijanka. Dwa perony służą kolei normalnotorowej, a trzeci peron jest dla szerokotorowej linii.